# 100
100 ou 100 d.C. foi um ano bissexto da Era de Cristo, e o último do século I que começou na quarta-feira e terminou numa quinta-feira, de acordo com o Calendário Juliano. As suas letras dominicais foram E e D.
| Ano completo                           |
| -------------------------------------- |
| Ano bissexto com início à quarta-feira |

## Eventos
- Os últimos exemplares do leão-europeu morrem na Grécia.
- Terminada a redação do evangelho segundo João.
- Aparecem os primeiros dogmas cristãos e fórmulas relativas à moralidade.

### Império Romano
- Plínio o Novo é promovido a cônsul[1]
- Tiberius Avidius Quietus deixa o governo da Britânia.
- O exército romano atinge o contingente de 300.000 soldados.[2]
- Trajano cria uma política destinada a recuperar a supremacia econômica da Itália.
- O tijolo torna-se o principal material de construção no Império Romano.
- Timgad, na atual Argélia, é fundada por Trajano.
- O futuro imperador Adriano casa-se com Vibia Sabina[3]

### Ásia
- Aparecem na China os carrinhos-de-mão.
- Ocorre na Cachemira o quarto concílio budista.
- Início da compilação do Kama Sutra, na Índia.

### América
- Os Aruaque chegam à Amazônia.
- Teotihuacan, no centro do México, atinge a população de 50.000 habitantes.
- Surge no Peru a cultura Moche.

## Nascimentos
- Marco Cornélio Frontão, gramático, retórico e advogado romano (data aproximada).[4]
- São Justino Mártir, teólogo e filósofo cristão (data aproximada).[5]
- Ptolomeu, polímata grego (data aproximada).

## Mortes
- Herodes Agripa II, rei da Judeia (n. 27).[6]
- Flávio Josefo, historiador judeu (data aproximada).